# Oxtungor
Oxtungor (Anchusa) är ett släkte av strävbladiga växter. Oxtungor ingår i familjen strävbladiga växter.

## Bildgalleri

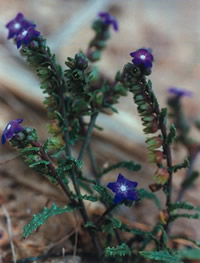
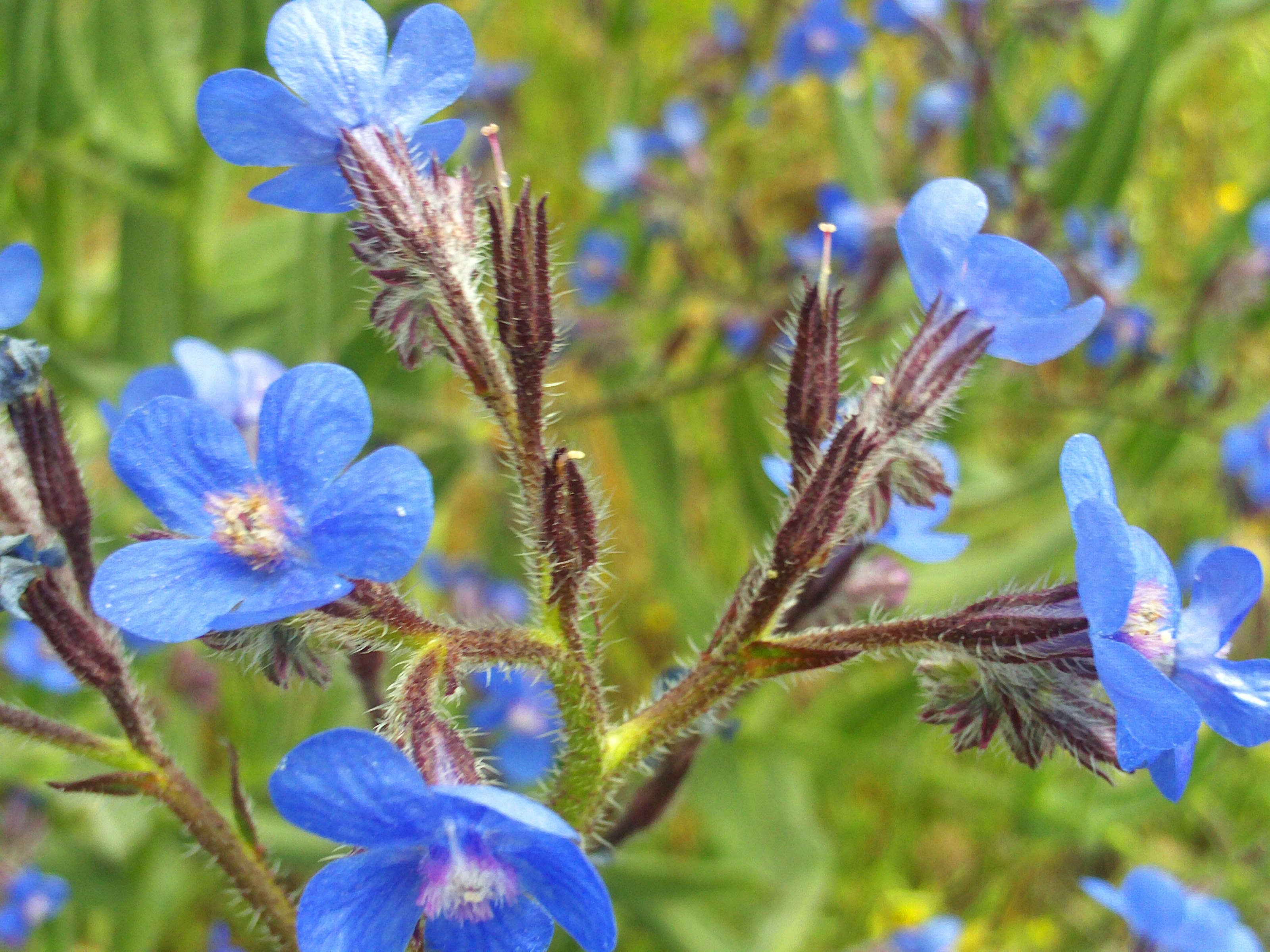
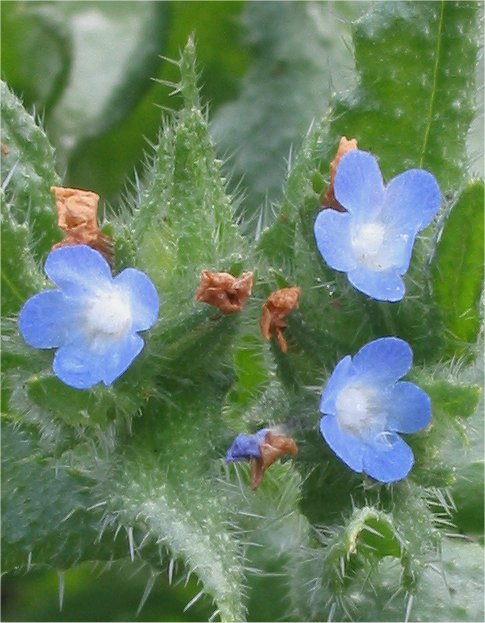
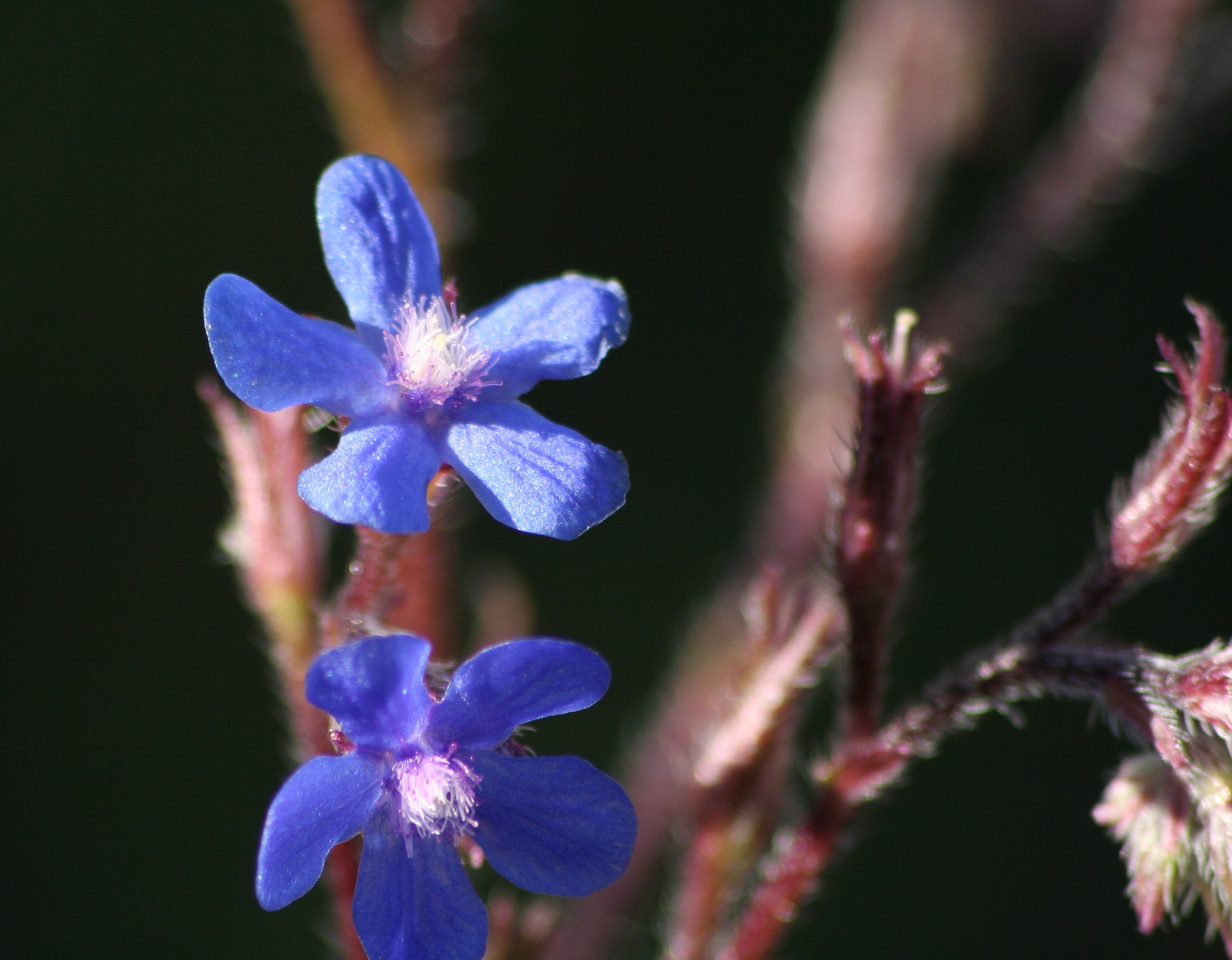
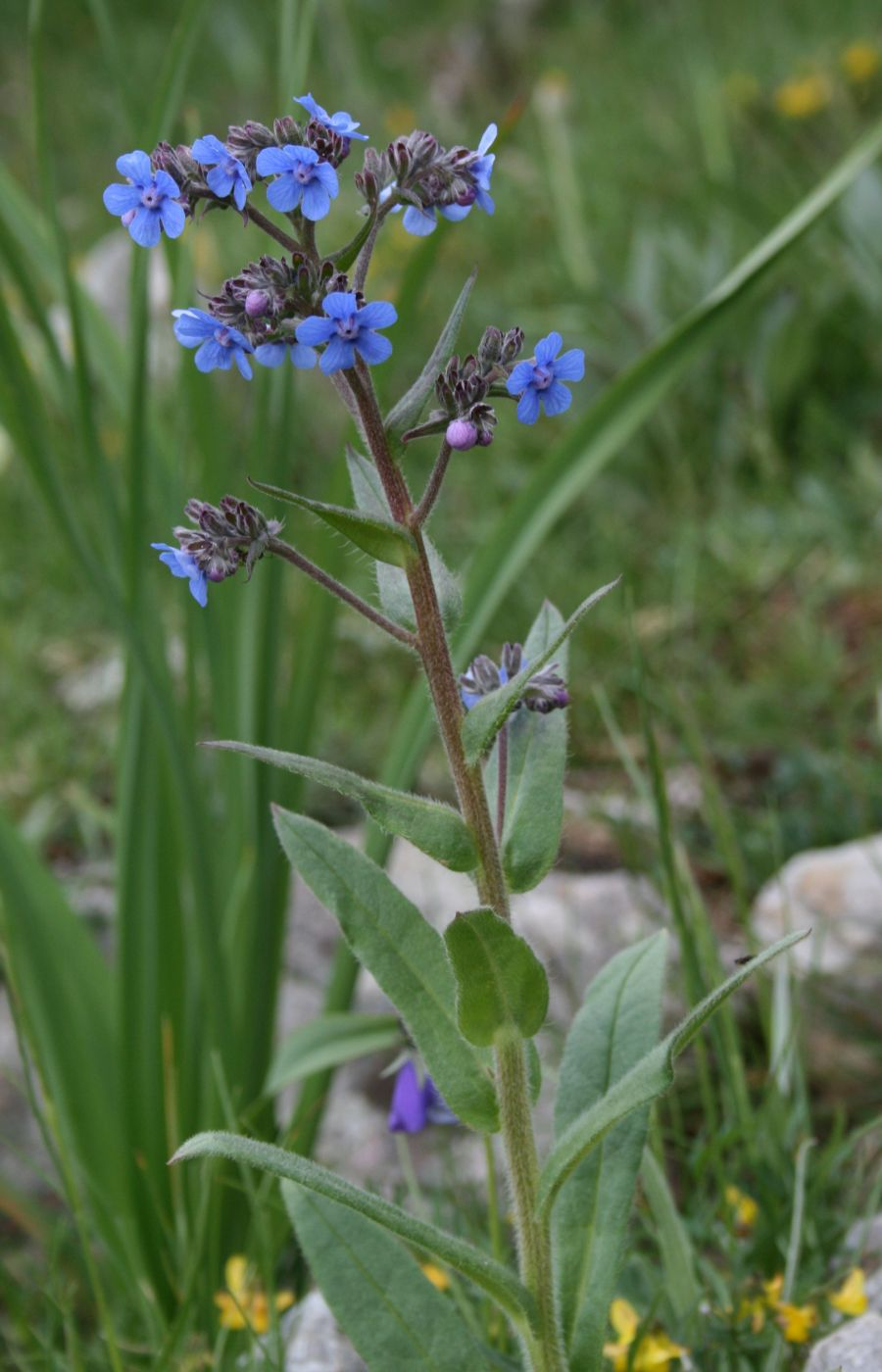
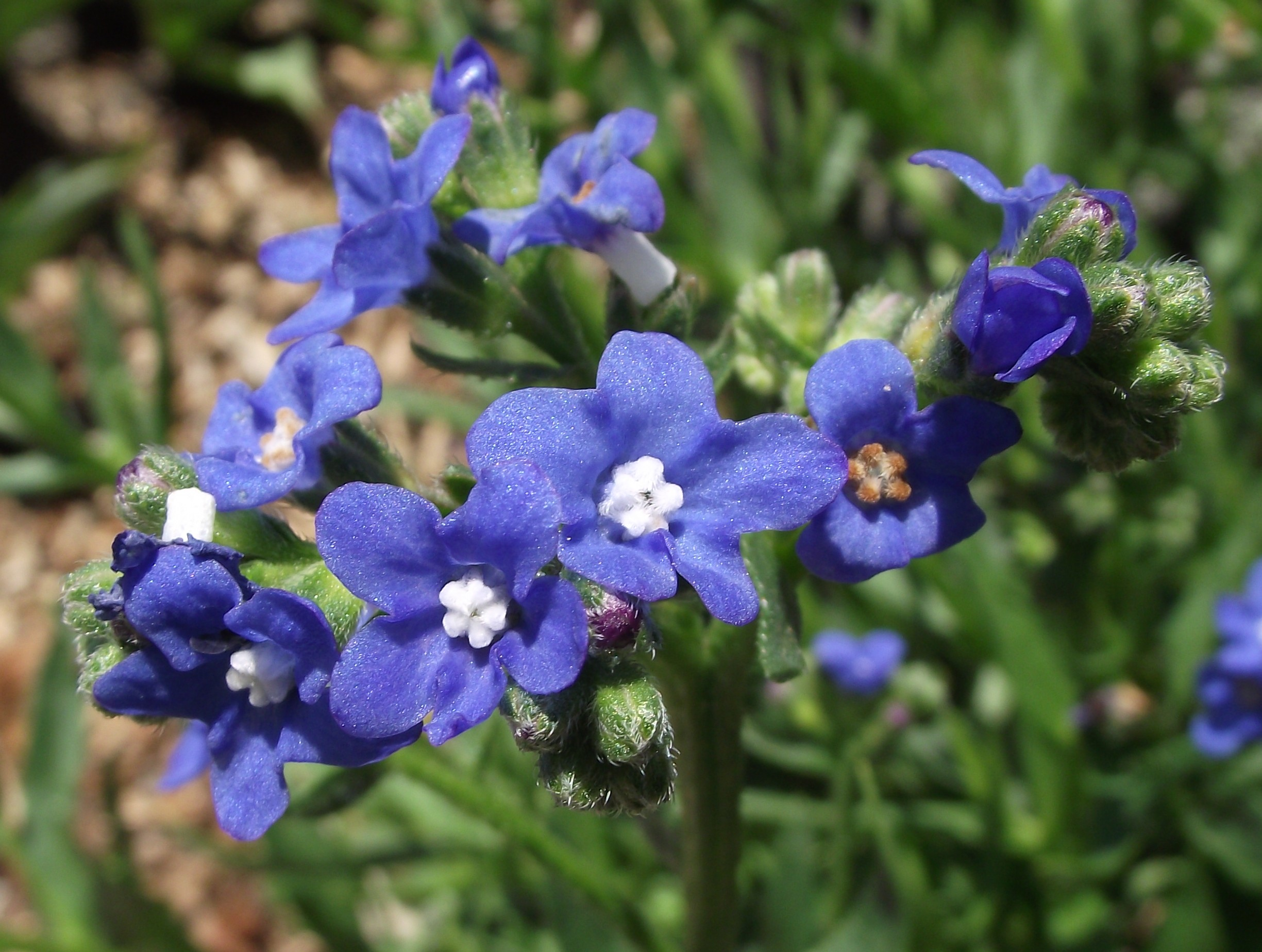

## Dottertaxa till Oxtungor, i alfabetisk ordning[1]
- Anchusa aegyptiaca
- Anchusa affinis
- Anchusa aggregata
- Anchusa arvensis
- Anchusa aucheri
- Anchusa calcarea
- Anchusa capensis
- Anchusa cespitosa
- Anchusa crispa
- Anchusa digenea
- Anchusa formosa
- Anchusa gmelinii
- Anchusa hispida
- Anchusa hybrida
- Anchusa iranica
- Anchusa italica
- Anchusa konyaensis
- Anchusa leptophylla
- Anchusa limbata
- Anchusa littorea
- Anchusa macedonica
- Anchusa milleri
- Anchusa montelinasana
- Anchusa negevensis
- Anchusa ochroleuca
- Anchusa officinalis
- Anchusa ovata
- Anchusa pseudoochroleuca
- Anchusa puechii
- Anchusa pusilla
- Anchusa samothracica
- Anchusa strigosa
- Anchusa stylosa
- Anchusa thessala
- Anchusa thirkeana
- Anchusa tiberiadis
- Anchusa undulata